# STIBANS

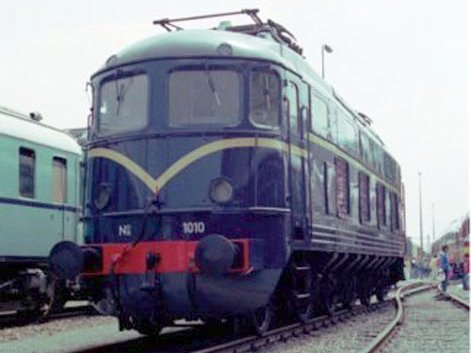
Voormalige NS-loc 1010

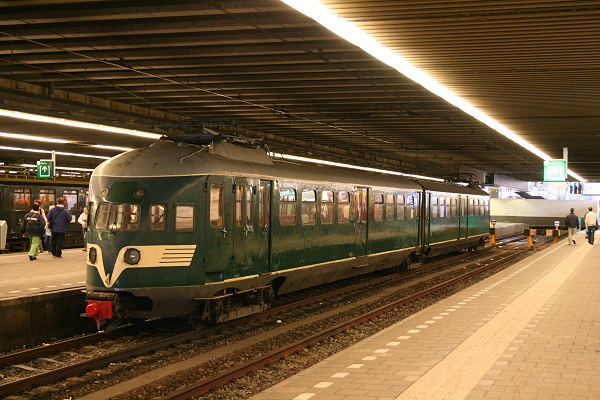
Elektrisch stroomlijntreinstel 252

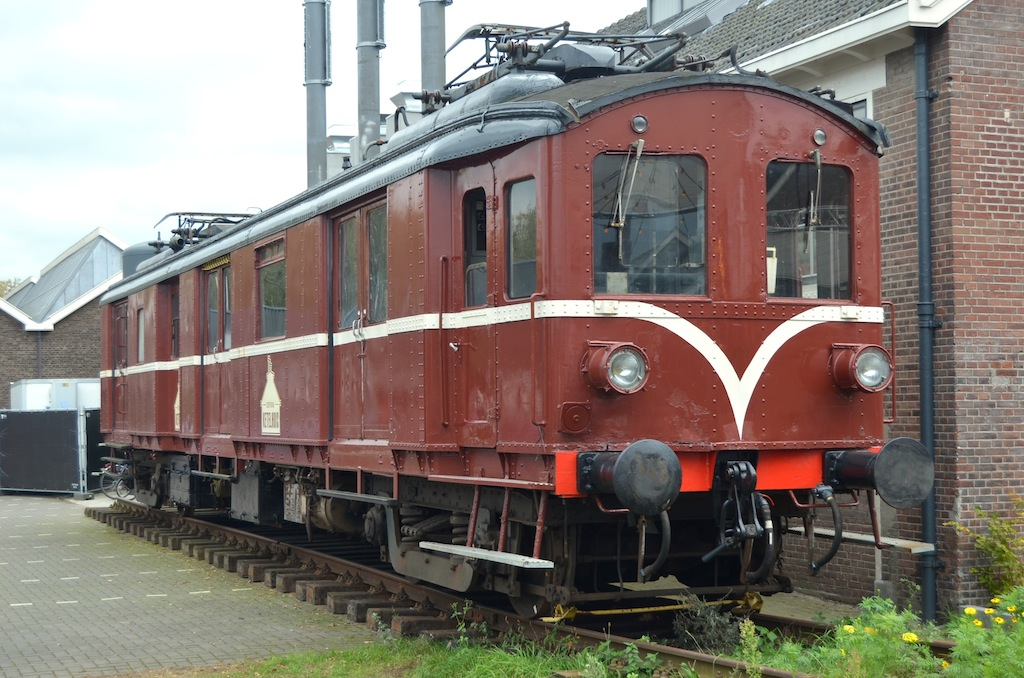
Het vroegere motorpostrijtuig mP 9204

De naam STIBANS staat voor de STIchting tot Behoud van Af te voeren Nederlands Spoorwegmaterieel. De stichting werd in 1979 opgericht en kocht na een bliksemactie om aan geld te komen elektrische locomotief 1010 als vertegenwoordiger van de eerste serie elektrische locomotieven. Ook bij de conservering van ander, vaak later in het Nederlands Spoorwegmuseum opgenomen materieel werd door STIBANS veel werk verzet.
Tot de collectie van STIBANS behoorde onder andere het volgende van NS afkomstige materieel: 
- dieselloc 162 (inmiddels overgedragen aan de Stichting NS 162),
- locomotor 286,
- elektrische locomotief 1010 (inmiddels overgedragen aan het Nederlands Spoorwegmuseum),
- elektrisch stroomlijntreinstel 252  (inmiddels overgedragen aan het Nederlands Spoorwegmuseum),
- motorpostrijtuig mP 9204 (inmiddels overgedragen aan Herik Rail).

Daarnaast bezat STIBANS ook enkele gesloten goederenwagens (Hbis) en bagagerijtuigen ("Stalen D").
Na jaren zonder vaste plaats, en te gast bij NS werkplaatsen en bedrijven, werden treinstel 252 en het overige materieel ondergebracht in de voormalige NS rijtuigenwerkplaats in Blerick. Hier werden voorbereidingen getroffen om de 252 te reviseren en rijvaardig te maken. Het lag in de bedoeling het treinstel terug te brengen in de toestand van aflevering in 1938. In april 2008 is het treinstel voor revisie overgebracht naar Delitzsch (nabij Leipzig) in Duitsland. In februari 2011 keerde het terug in Nederland en stond sinds januari 2012 in het Spoorwegmuseum. Inmiddels is het terug in Blerick, waar het verder wordt afgebouwd.
Nu de door STIBANS geredde objecten een goede bestemming hebben gevonden in het Spoorwegmuseum, is de organisatie in 2009 daarin opgegaan. Alleen loc NS 162 paste niet in de collectie van het Spoorwegmuseum. Daarvoor is in 2010 een aparte 'Stichting 162' opgericht, die deze loc verder rijvaardig heeft gerestaureerd.